# Željko Knežević
Željko Knežević (1943.) je hrvatski književnik. Piše pjesme.
Autor je zbirkâ Iskorak iz sna (2011.) i Pepelom i ružom (1971.). Za zbirku pjesama Kopito trajnoga konja dobio je 2006. godine nagradu Tin Ujević.
1997. je dobio godišnju nagradu Vladimir Nazor za književnost.